# Baltazar Enrique Porras Cardozo
Baltazar Enrique Porras Cardozo (Caracas, 10. listopada 1944. je venezuelanski rimokatolički nadbiskup. Trenutno je méridski nadbiskupom.

## Životopis
Studirao je na međubiskupijskom sjemeništu u Caracasu gdje je pohađao i više škole. Diplomirao je bogoslovlje na sveučilištu u Salamanci (Universidad de Salamanca) u Španjolskoj.
1975. je doktorirao pastoralno bogoslovlje u Madridu na Višem institut za pastoral pri istom sveučilištu.
13. listopada 2008. je primio doktorat honoris causa s katoličkog sveučilišta Andrés Bello.

### Svećeništvo
Zaredio ga je za svećenika 30. srpnja 1967. Miguel Antonio Salas Salas.

### Biskupstvo
Za pomoćnog biskupa méridske nadbiskupije izabran je 23. srpnja 1983., a 17. rujna iste godine ga je za biskupa zaredio kardinal José Alí Lebrún Moratinos, caracaski nadbiskup. Suzareditelji su bili méridski nadbiskup Miguel Antonio Salas Salas i Domingo Roa Pérez, maracaipski nadbiskup. 
Méridskim nadbiskupom je postao 30. listopada 1991.
Predsjednikom je Venezuelanske biskupske konferencije, CEV-a. Od 2007. je dopredsjednikom Latinskoameričkog biskupskog konzilija.
Protivi se politici venezuelanskog predsjednika Huga Cháveza zbog čega ga je Chávez i njegovi sljedbenici verbalno napadali.

## Vanjske poveznice
- Méridska nadbiskupija Životopis
- El Universal di Caracas Porrasova mišljenja
- Porrasovi spisi u méridskom nadbiskupijskom arhivu